# Gynacantha stenoptera
Gynacantha stenoptera är en trollsländeart som beskrevs av Maurits Anne Lieftinck 1934. Gynacantha stenoptera ingår i släktet Gynacantha och familjen mosaiktrollsländor. Inga underarter finns listade i Catalogue of Life.